# 鄭性
鄭性（1665年—1743年），字义门，号南溪，浙江宁波府慈溪县鹳浦（今属宁波市江北区）人。清朝初年藏书家、诗人。黄宗羲再传弟子，梨洲学派人物，终生服膺黄宗羲学说和著作。

## 生平
清康熙五十九年（1720）考中貢生，但因受銓不赴，终生布衣不出仕，自署五岳游人。黄宗羲再传弟子，自筑“二老阁”，祭祀其祖和先师黄宗羲。
以重刊黄宗羲《明儒学案》知名，在乾隆四年（1739年）续完《明儒学案》，史称“郑本”或“二老阁本”。又刊行《南雷文约》（南雷是黄宗羲的号）。其诗因景而生，直抒胸臆。

## 家族
祖父鄭溱与黄宗羲为至交，父郑梁， 为晚明大藏书家。

## 藏书楼
- 二老阁[3]

## 代表著作
- 《南溪偶存》，所作诗集
- 重刊《明儒学案》行世
- 发行《南雷文约》